# Weense pestzuil

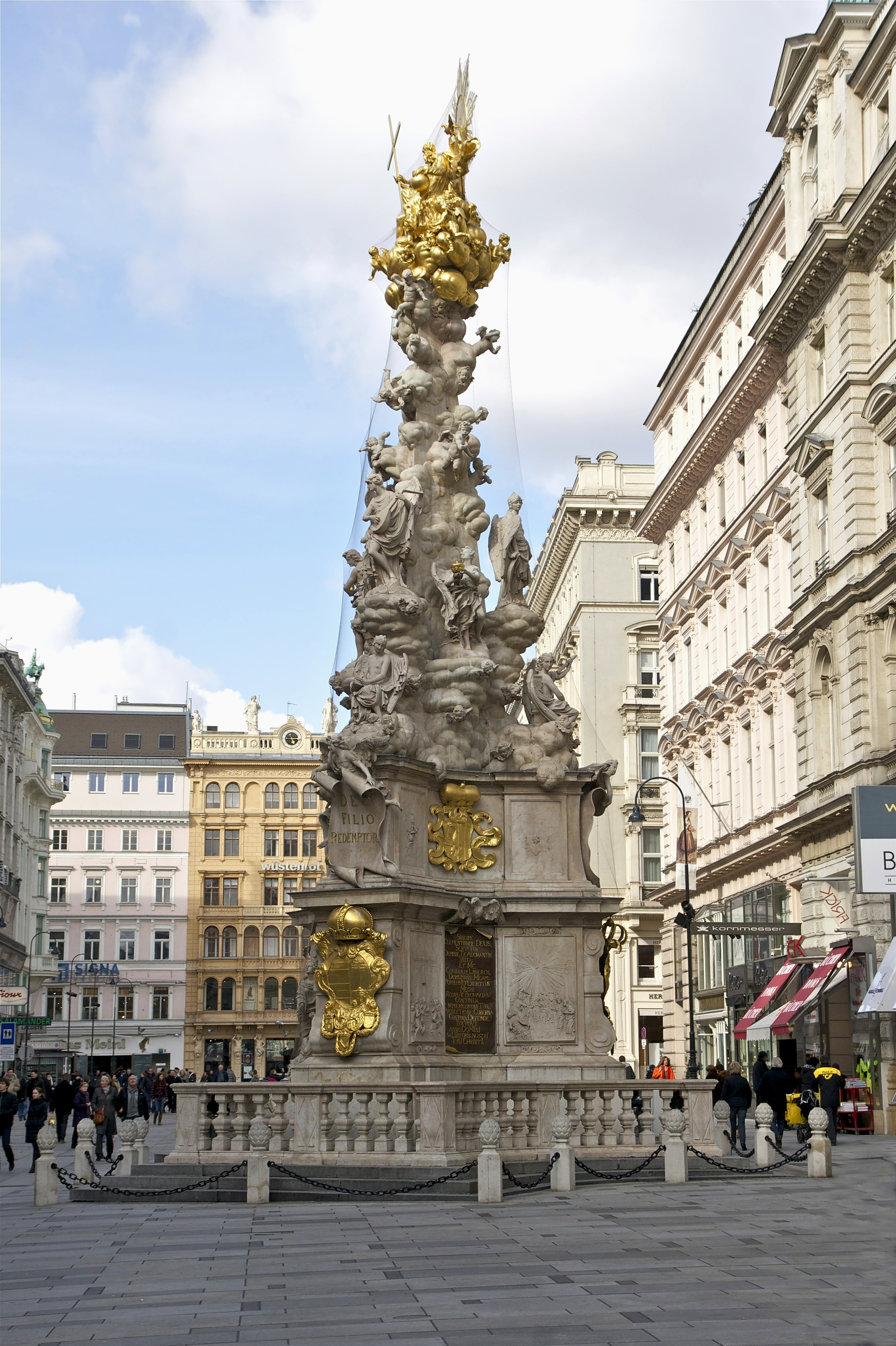
Weense pestzuil

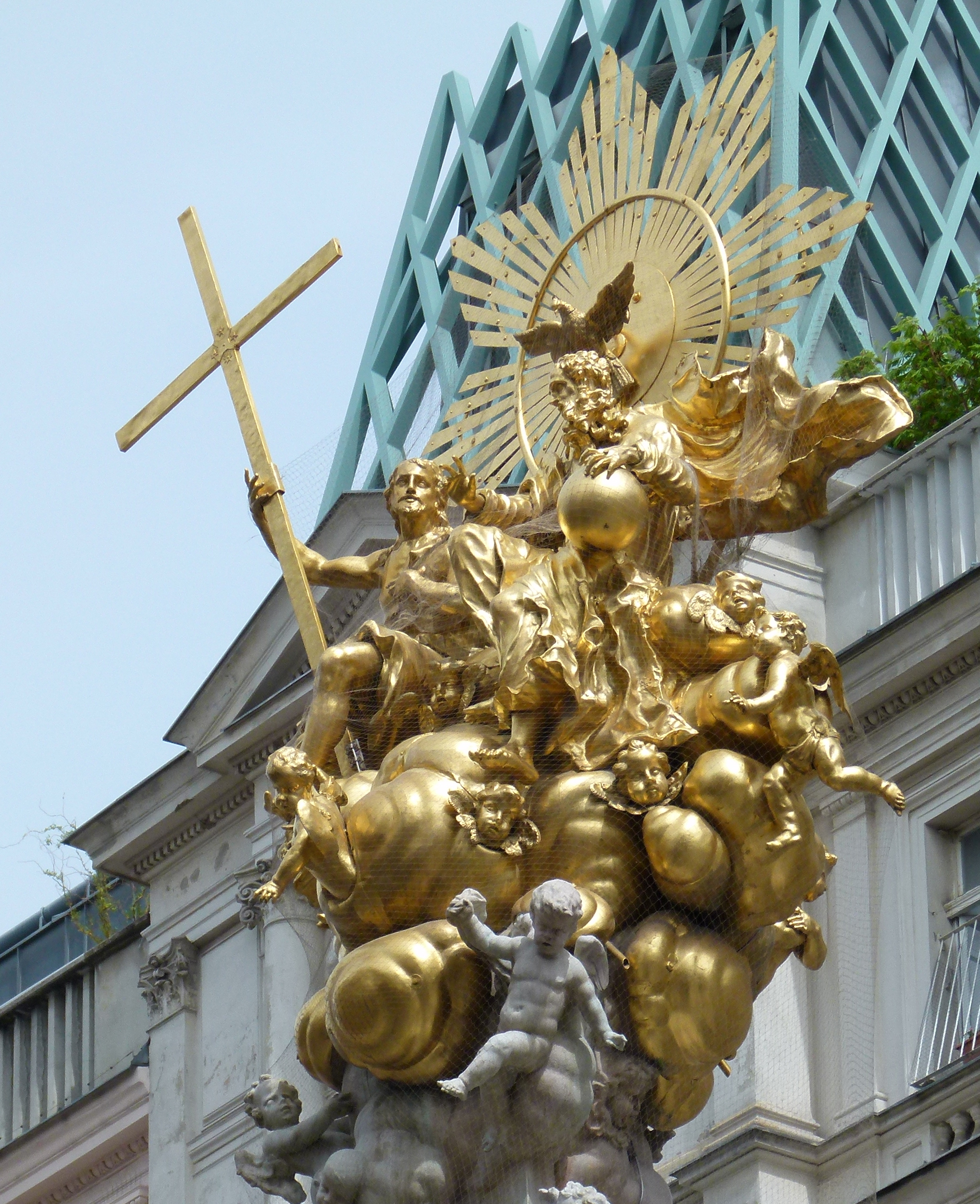
Detail van het bovenste gedeelte van de pestzuil

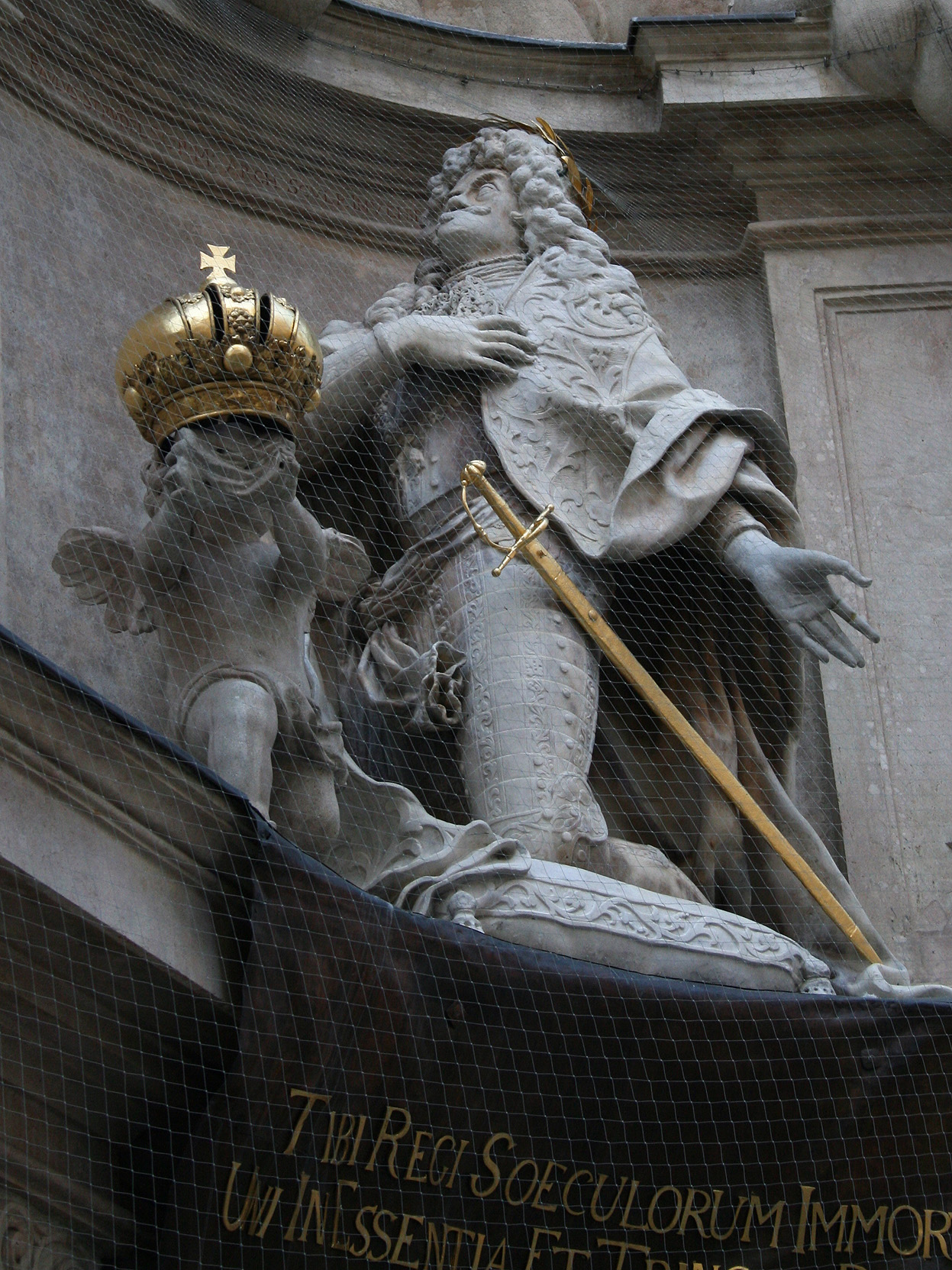
Standbeeld van keizer Leopold I

De Weense pestzuil is een barokke drievuldigheidszuil aan de Graben in de binnenstad van Wenen in Oostenrijk. De zuil werd na de pestepidemie van 1679 opgericht en is een van de bekendste en markantste kunstwerken van de stad.

## Geschiedenis
In 1679 woedde in Wenen een van de laatste grootste pestepidemieën. Op de vlucht uit de stad beloofde keizer Leopold I de bouw van een genadezuil bij beëindiging van de pestepidemie. Nog in datzelfde jaar werd een provisorische houtzuil door Johann Frühwirth ingewijd, die een genadestoel op een Korinthische zuil met negen engelen voorstelde. In 1683 werd de opdracht voor een marmeruitvoering aan Matthias Rauchmüller gegeven, die echter in 1686 stierf en enkele engelenfiguren naliet. Daarna kwamen er talrijke nieuwe plannen voor de zuil. Uiteindelijk werd de projectleiding aan Paul Strudel overgedragen, die samenwerkte met de theateringenieur Lodovico Ottavio Burnacini. Burnacini stelde zich een wolkenpiramide met engelenfiguren en een figuur voor het geloof voor, waarvoor een biddende keizer Leopold knielt. De zuil kon in 1693 ingewijd worden.

## Opschriften

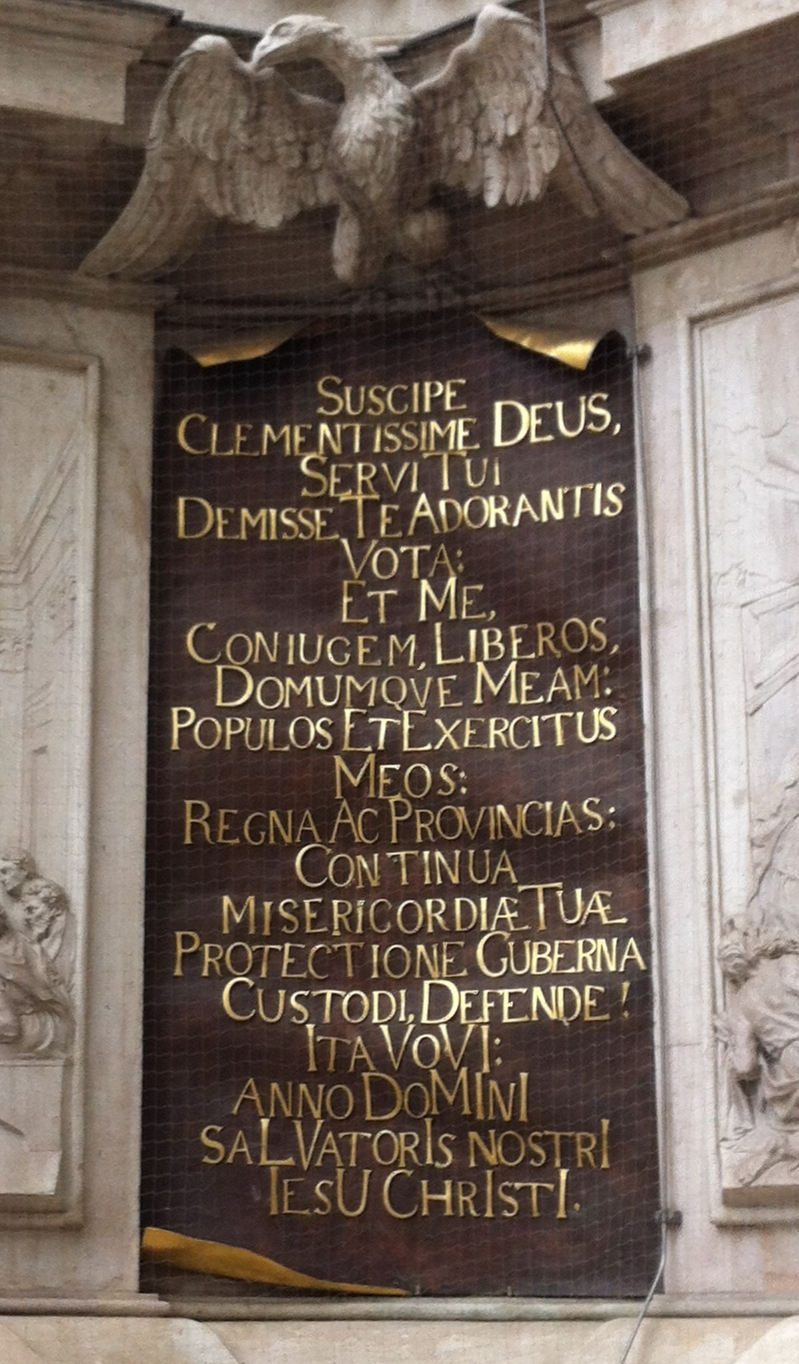
Opschrift met chronogram aan de oostzijde

Aan de pestzuil zijn meerdere Latijnse opschriften aangebracht.
Op de drie smalle zijden wordt aan de heilige drie-eenheid gedacht:
1. Deo Patri Creatori
2. Deo Filio Redemptori
3. Deo Spiritui Sanctificatori

### Opschrift aan zuidwestelijke zijde
Het opschrift aan zuidwestelijke zijde, parallel met het straatverloop van de Graben is deels door de figuren die ervoor staan verborgen.

Tibi Regi Soeculorum Immortali: Uni In Essentia Et Trini In Personis, Deo Infinite Bono, Aeterno Et Immenso, Cuius Dexterae Omnia Sunt Possibilia, Cuius Sapientiae Nihil Est Absconditum, Cuius Providentia In Sua Dispositione Non Fallitur, Cuius Maiestate Impletur Universum, Cuius Misericordia Super Omnia Opera.

### Opschrift aan de noordzijde
Aan de noordzijde, richting Petersplatz, bevindt zich het volgende opschrift:

Tibi, inquam, Sanctissimae ac Individuae Trinitati: Ego Leopoldus Humilis Servus Tuus Gratias ago, Quas Possum, Maximas Pro Aversa Anno .MDCLXXIX. Per Summam Benignitatem Tuam Ab Hac Vrbe Et Avstriae Provincia, Dirae Pestis Lue: Atque in Perpetuam Debitae Gratitudinis tesseram, Praesens Monumentum Demississime Consecro

### Opschrift aan de oostzijde
Het volgende opschrift bevindt zich aan de naar de Stephansplatz gekeerde oostzijde:

Suscipe Clementissime Deus, Servi Tui Demisse Te Adorantis Vota: Et Me, Coniugem, Liberos, Domumque Meam: Populos Et Exercitus Meos: Regna Ac Provincias: Continua Misericordiae Tuae Protectione Guberna, Custodi, Defende! Ita VoVI: anno DoMInI saLVatorIs NostrI IesU ChrIstI

Het jaartal 1679 is niet expliciet aangegeven, maar als chronogram versleuteld: In de laatste vier regels van het opschrift (vanaf „Ita VoVI“) geeft de som van de hoofdletters, als Romeinse cijfers gelezen, het jaartal.